# Semiconductors de banda estreta

Model de banda directa: banda de valència, banda prohibida i banda de conducció.

Els semiconductors de banda estreta són materials semiconductors amb un interval de banda que és comparativament petit en comparació amb el del silici, és a dir, inferior a 1,11 eV a temperatura ambient. S'utilitzen com a detectors d'infrarojos o termoelèctrics.
Llista de semiconductors de banda estreta:
| Nom                        | Fórmula química | Grups | Banda prohibida (300 K) |
| -------------------------- | --------------- | ----- | ----------------------- |
| Tel·lurur de cadmi mercuri | Hg1−xCdxTe      | II-VI | 0 to 1.5 eV             |
| Tel·lurur de zinc mercuri  | Hg1−xZnxTe      | II-VI | 0.15 to 2.25 eV         |
| Selenur de plom            | PbSe            | IV-VI | 0.27 eV                 |
| Sulfur de plom(II)         | PbS             | IV-VI | 0.37 eV                 |
| Tel·lurur de plom          | PbTe            | IV-VI | 0.32 eV                 |
| Arseniur d'indi            | InAs            | III-V | 0.354 eV                |
| Antimoniur d'indi          | InSb            | III-V | 0.17 eV                 |
| Antimoniur de gal·li       | GaSb            | III-V | 0.67 eV                 |
| Arseniur de cadmi          | Cd₃As₂          | II-V  | 0.5 to 0.6 eV           |
| Tel·lurur de bismut        | Bi₂Te₃          |       | 0.21 eV                 |
| Tel·lurur d'estany         | SnTe            | IV-VI | 0.18 eV                 |
| Selenur d'estany           | SnSe            | IV-VI | 0.9 eV                  |
| Selenur d'argent(I)        | Ag₂Se           |       | 0.07 eV                 |
| Silicat de magnesi         | Mg₂Si           | II-IV | 0.79 eV                 |